# 曹宇 (1983年)
曹宇，中华人民共和国政治人物、全国脱贫攻坚先进个人。

## 生平
曹宇任布拖县人民医院妇产科副主任，内江市第一人民医院妇产科主治医师。因在脱贫攻坚战中作出突出贡献，2021年2月25日全国脱贫攻坚总结表彰大会上，曹宇被授予“全国脱贫攻坚先进个人”。